# Marble City
Marble City – miejscowość w Stanach Zjednoczonych, w stanie Oklahoma, w hrabstwie Sequoyah.